# Anger (rivière)
Pour les articles homonymes, voir Anger.
L'Anger ou Auger est une petite rivière française qui coule dans le département des Vosges, en région Grand Est. C'est un affluent en rive droite du Mouzon, et donc un sous-affluent de la Meuse.

## Géographie
De 27,9 km de longueur, l'Anger prend sa source près de Dombrot-le-Sec à La Vacheresse et la Rouillie, petite localité du département des Vosges. Il prend d'abord une orientation ouest, mais s'oriente peu à peu vers le nord. Peu après avoir traversé la localité de Aingeville, il effectue un coude brusque vers l'ouest. Il reprend par après progressivement la direction du nord-ouest puis du nord. Il se jette dans le Mouzon au lieu-dit « Le Pont Bourlard », près Circourt-sur-Mouzon, peu avant le confluent de ce dernier à Neufchâteau.

### Communes traversées
La rivière traverse les onze communes suivantes de Dombrot-le-Sec, Crainvilliers, La Vacheresse-et-la-Rouillie, Saint-Ouen-lès-Parey, Aingeville, Malaincourt, Médonville, Gendreville, Jainvillotte, Pompierre, et Circourt-sur-Mouzon.

### Bassin versant
La superficie totale du bassin versant de l'Anger est de 124 km2.

## Affluents
L'Anger a huit affluents référencés :
- le ruisseau du Ru des Jeux,
- le ruisseau de l'Aulnois,
- le ruisseau des Charmailles,
- le ruisseau de l'Etang de Buigneville, avec quatre affluents et de rang de Strahler trois :
  - le ruisseau de Dreuve,
  - le ruisseau du Bois des Fosses,
  - le ruisseau de Conge avec un affluent :
    - le ruisseau du Moulin de l'Etang

  - le ruisseau de Vaudoncourt,
- le ruisseau de Malzoy,
- le ruisseau de Rebuvau,
- le ruisseau de l'Aulnois,
- le ruisseau du Bouchet,

Le rang de Strahler est donc de quatre.

## Hydrologie
Le module de l'Anger calculé sur une durée de 20 ans à Circourt-sur-Mouzon (de 1971 à 1990), est de 1,38 m3/s[réf. nécessaire].

### Lame d'eau et débit spécifique
La lame d'eau écoulée dans le bassin versant de la rivière est de 351 millimètres annuellement[réf. nécessaire]  ce qui est assez élevé, nettement supérieur à celle de la France entière tous bassins confondus (320 millimètres par an), et très proche de celle du Mouzon (359 mm/an). Le débit spécifique (ou Qsp) se monte ainsi à 11,13 litres par seconde et par kilomètre carré de bassin[réf. nécessaire].

## Curiosités et tourisme
Partout les bois ainsi que les rives de l'Anger incitent à la promenade et au contact avec la nature.
- Dombrot-le-Sec : panorama dit Hautmont (497 m), église fortifiée Saint-Brice des XIIIe, XVe et XVIIe siècles, avec statues des XIVe, XVIe et XVIIe et mobilier du XVIIIe.
- Crainvilliers : sources pétrifiantes, bois de la Bouloie.
- Saint-Ouen-lès-Parey : château du XVIIe siècle. La petite ville possède deux antiques églises. Église de la Sainte-Trinité à Saint-Ouen des XIIe, XVIe, XVIIe et XVIIIe siècles avec le Gisant de Sainte Ode et de superbes statues en bois des XVe, XVIe et XVIIe siècles. Église Notre-Dame de Parey, dont les fondations datent du IXe siècle, possède un gisant du XVe et quelques superbes statues de pierre ainsi qu'un retable sur pierre, le tout du XVe siècle.
- Malaincourt : l'église du XIXe possède du mobilier et des statues des XVe, XVIe et XVIIIe siècles.
- Médonville : église Notre-Dame des XIe et XIIe siècles avec un clocher lorrain typique. Bois d'Enfer.
- Gendreville : église Saint-Remy des XIIIe, XVe et XIXe siècles avec fresques du XVe et son calvaire de fines statues, datant de la première moitié du XVIe, classé monument historique.
- Jainvillotte : église Saint-Michel romane du XIIIe remaniée au XIXe. Retable et statues de pierre du XVIe siècle. Ermitage Notre-Dame-de-Compassion du XVIe avec statues de la même époque.
- Circourt-sur-Mouzon : pittoresque site du village perché sur une falaise dominant la vallée du Mouzon. Grottes. Église Saint-Michel, romane du XIIe siècle.

## Pêche
L'Anger est classé cours d'eau de première catégorie en amont du pont des Bogards à Saint-Ouen-lès-Parey.